# Rafael Palmero Ramos
Rafael Palmero Ramos (Morales del Rey, 27 luglio 1936 – Alicante, 8 marzo 2021) è stato un vescovo cattolico spagnolo.

## Biografia
Rafael Palmero Ramos nacque a Morales del Rey il 27 luglio 1936. Era il secondo di sei fratelli e la sua era una famiglia semplice.

### Formazione e ministero sacerdotale
Frequentò le scuole elementari nel suo paese natale.
Compì gli studi ecclesiastici di discipline umanistiche, filosofia e di teologia fino al secondo anno nel seminario conciliare di Astorga. Quindi venne inviato al Pontificio Collegio Spagnolo di San Giuseppe a Roma per completare gli studi. Ottenne la licenza e poi il dottorato in teologia con una tesi intitolata "Ecclesia Mater en San Agustín" presso la Pontificia Università Gregoriana, il diploma in sociologia pastorale preso il Centro Internazionale per la Formazione Sociale del Clero e la licenza in scienze sociali preso la Pontificia università "San Tommaso d'Aquino" nel 1962.
Il 13 settembre 1959 fu ordinato presbitero per la diocesi di Astorga. In seguito fu segretario degli studi e professore di ecclesiologia e di dottrina sociale della Chiesa nel seminario maggiore di Astorga dal 1961 al 1965, delegato episcopale per la Caritas dal 1963 al 1968, segretario particolare dell'arcivescovo Marcelo González Martín dal 1968 al 1972 e patrono diocesano dell'Obra benéfica asistencial del Niño Dios di Barcellona dal 1969 al 1972. Nel 1972 si incardinò nell'arcidiocesi di Toledo. In seguito fu professore di teologia pastorale, dottrina del Concilio Vaticano II e catechetica presso la Facoltà dello Studio teologico di San Ildefonso di Toledo dal 1972 al 1987, vicario generale dell'arcidiocesi dal 14 dicembre 1972 al 1987 e arcidiacono della cattedrale di Toledo dal 1974 al 1987.

### Ministero episcopale
Il 24 novembre 1987 papa Giovanni Paolo II lo nominò vescovo ausiliare di Toledo e titolare di Pedena. Ricevette l'ordinazione episcopale il 24 gennaio successivo nella cattedrale di Toledo dal cardinale Marcelo González Martín, arcivescovo metropolita di Toledo, co-consacranti il vescovo di Astorga Antonio Briva Mirabent e quello di Ciudad Real Rafael Torija de la Fuente.
Il 9 gennaio 1996 lo stesso papa Giovanni Paolo II lo nominò vescovo di Palencia. Prese possesso della diocesi il 17 febbraio successivo. Visitò tutte le parrocchie, amministrando in esse il sacramento della confermazione e conducendo la visita pastorale. Completò progetti già in corso, come la realizzazione della Casa della Chiesa e del Museo Diocesano, e ne programmò di nuovi come il restauro della cattedrale diocesana e di altre chiese e la riforma del seminario maggiore e della curia vescovile. Rafforzò e diede impulso a varie delegazioni pastorali diocesane. Importanti furono le lettere pastorali per il tempo di avvento che ogni anno indirizzò alla diocesi.
Il 26 novembre 2005 papa Benedetto XVI lo trasferì alla diocesi di Orihuela-Alicante. Prese possesso della diocesi il 21 gennaio successivo.
Il 5 gennaio 2011 lo stesso pontefice lo nominò anche consultore del Pontificio consiglio della pastorale per gli operatori sanitari.
Il 27 luglio 2012 lo stesso papa Benedetto XVI accettò la sua rinuncia al governo pastorale della diocesi per raggiunti limiti di età.
In seno alla Conferenza episcopale spagnola fu membro della commissione per la pastorale sociale dal 1987 al 1990, della commissione per l'educazione e la catechesi dal 1990 al 1993, della commissione per le relazioni interconfessionali dal 1990 al 1999, della commissione per la dottrina della fede dal 1993 al 1999, della commissione per la pastorale, come responsabile del dipartimento della pastorale della salute, dal 1999 e del consiglio economico dal 1999 al novembre del 2012.
Nel dicembre del 2020 il gruppo municipale di Vox nel consiglio comunale di Alicante propose di intitolargli una strada "in risposta alla richiesta del consiglio e con il sostegno di tutta la Confraternite della Settimana Santa di Alicante, e in segno di gratitudine per gli anni di dedizione al popolo di Alicante e alla diocesi di Orihuela".
Già malato da tempo di cancro, a fine gennaio del 2021 contrasse il COVID-19. Fu ricoverato all'ospedale generale di Alicante e superò l'infezione ma le sue condizioni di salute ne risultarono ulteriormente aggravate. Morì nella casa del clero di Alicante l'8 marzo 2021 all'età di 84 anni. Le esequie si tennero il 10 marzo alle ore 11 nella concattedrale di Alicante e furono presiedute da monsignor Jesús Murgui Soriano, suo successore. Al termine del rito fu sepolto nella cappella del Santissimo Sacramento nello stesso edificio. Sabato 13 marzo alle ore 10 lo stesso presule celebrò una messa in suffragio nella cattedrale di Orihuela. Il 15 marzo vennero celebrate messe in suffragio anche ad Astorga  e a Palencia.

## Opere
Scrisse articoli teologico-pastorali e alcune pubblicazioni:
- Ecclesia Mater en San Agustín, (tesi di dottorato)
- i volumi Penitencia, Sacramento de reconciliación con Dios
- María de Jesús Guizar, Apuntes para una biografía
- Don Marcelo González Martín, Cardenal Arzobispo de Toledo: diez años de servicio episcopal en la diócesis primada
- 15 días con... el Hermano Rafael
- 15 días con... D. Manuel González, el Obispo de la Eucaristía
- Santidad es alegría, Editorial Monte Carmelo, Burgos, 1990
- El hombre más feliz de la tierra (2ª edizione de Santidad es alegría), Editorial Monte Carmelo, Burgos, 1992
- Beato Hermano Rafael. ¡Sólo Dios! (Cartas a sus tíos), Editorial Monte Carmelo, Burgos, 1994
- Una diócesis con suerte: ¡Palencia tiene Trapa!, Editorial Monte Carmelo, Burgos, 1998
- Teología del dolor y de la enfermedad, Editorial Monte Carmelo, Burgos, 2000
- Una serena alegría, Editorial Monte Carmelo, Burgos, 2000

## Genealogia episcopale
La genealogia episcopale è:
- Cardinale Scipione Rebiba
- Cardinale Giulio Antonio Santori
- Cardinale Girolamo Bernerio, O.P.
- Arcivescovo Galeazzo Sanvitale
- Cardinale Ludovico Ludovisi
- Cardinale Luigi Caetani
- Cardinale Ulderico Carpegna
- Cardinale Paluzzo Paluzzi Altieri degli Albertoni
- Papa Benedetto XIII
- Papa Benedetto XIV
- Papa Clemente XIII
- Cardinale Marcantonio Colonna
- Cardinale Giacinto Sigismondo Gerdil, B.
- Cardinale Giulio Maria della Somaglia
- Cardinale Carlo Odescalchi, S.I.
- Cardinale Costantino Patrizi Naro
- Cardinale Serafino Vannutelli
- Cardinale Domenico Serafini, Cong. Subl. O.S.B.
- Cardinale Pietro Fumasoni Biondi
- Cardinale Ildebrando Antoniutti
- Cardinale Marcelo González Martín
- Vescovo Rafael Palmero Ramos